# Asota insularis
Asota insularis är en fjärilsart som beskrevs av Jean Baptiste Boisduval 1833. Asota insularis ingår i släktet Asota och familjen nattflyn. Inga underarter finns listade i Catalogue of Life.